# Belugalinser
Belugalinser (Lens Culinaris) är en svart lins som fått sitt namn från deras likhet med Beluga-kaviar. 
Förmodligen har belugalinsen sitt ursprung i det som nu är Syrien. Den introducerades i Nordamerika kommersiellt i början av 1900-talet. Där odlas de i svala, torra klimat och relativt stor omfattning till exempel i Kanadas (där de även benämns Indianhead) och Förenta Staternas norra slättland (framförallt i östra Washington och norra Idaho). Belugalinsen odlas i betydligt mindre omfattning an gula, röda och gröna linser och betingar i allmänhet ett högre pris.
Belugalinser behåller, till skillnad från röda och gula linser, sin form och al dente-konsistens när de kokas. De har delikat, jordnära smak och har god förmåga att absorbera andra smaker.
Belugalinser är den mest näringsrika av alla linser och innehåller mycket kostfiber och folsyra. Till skillnad från gröna linser har svarta linser som Beluga antocyaniner - samma typ av färgämne som finns i mörka bär som blåbär och björnbär.